# Tyler McVey
Tyler McVey (Bay City, 14 febbraio 1912 – Rancho Mirage, 4 luglio 2003) è stato un attore statunitense.

## Carriera
Ha recitato in oltre 50 film dal 1951 al 1975 ed è apparso in oltre 130 produzioni televisive dal 1951 al 1984. Esordì, non accreditato, interpretando Brady nel film Ultimatum alla Terra del 1951.

## Filmografia

### Cinema
- Ultimatum alla Terra (The Day the Earth Stood Still) (1951)
- Confidence Girl (1952)
- Corriere diplomatico (Diplomatic Courier) (1952)
- Washington Story (1952)
- La giostra umana (Full House) (1952)
- Operazione Z (One Minute to Zero) (1952)
- Il mio uomo (My Man and I) (1952)
- Dan il terribile (Horizons West) (1952)
- Back at the Front (1952)
- Amore provinciale (Small Town Girl) (1953)
- Prendeteli vivi o morti (Code Two) (1953)
- Il tenente dinamite (Column South) (1953)
- Assassinio premeditato (A Blueprint for Murder) (1953)
- Da qui all'eternità (From Here to Eternity) (1953)
- Tempeste di fuoco (Mission Over Korea) (1953)
- I fratelli senza paura (All the Brothers Were Valiant) (1953)
- L'ammutinamento del Caine (The Caine Mutiny) (1954)
- Francis Joins the WACS (1954)
- Day of Triumph (1954)
- Anonima delitti (New York Confidential), regia di Russell Rouse (1955) - non accreditato
- La rivolta delle recluse (Women's Prison), regia di Lewis Seiler (1955)
- Satank, la freccia che uccide (Santa Fe Passage) (1955)
- Allarme sezione omicidi (City of Shadows) (1955)
- Banditi atomici (Creature with the Atom Brain) (1955)
- Colpo proibito (The Come On) (1956)
- Lassù qualcuno mi ama (Somebody Up There Likes Me) (1956)
- La terra degli Apaches (Walk the Proud Land) (1956)
- La legge del Signore (Friendly Persuasion) (1956)
- Teenage Thunder (1957)
- Le avventure di mister Cory (Mister Cory) (1957)
- Giovani delinquenti (Hot Car Girl) (1958)
- Night of the Blood Beast (1958)
- Noi giovani (As Young as We Are) (1958)
- Il terrore del Texas (Terror in a Texas Town) (1958)
- L'uomo del Texas (Lone Texan) (1959)
- Louisiana Hussy (1959)
- La moglie sconosciuta (A Private's Affair) (1959)
- L'attacco delle sanguisughe giganti (Attack of the Giant Leeches) (1959)
- Guadalcanal ora zero (The Gallant Hours) (1960)
- The Music Box Kid (1960)
- Il pistolero Jessie James (Young Jesse James) (1960)
- A Public Affair (1962)
- Il visone sulla pelle (That Touch of Mink) (1962)
- Capitan Newman (Captain Newman, M.D.) (1963)
- Lo sport preferito dall'uomo (Man's Favorite Sport?) (1964)
- Sette giorni a maggio (Seven Days in May) (1964)
- L'amaro sapore del potere (The Best Man) (1964)
- Contratto per uccidere (The Killers) (1964)
- Il comandante Robin Crusoe (Lt. Robin Crusoe, U.S.N.) (1966)
- Alle donne piace ladro (Dead Heat on a Merry-Go-Round) (1966)
- Il club degli intrighi (Banning) (1967)
- L'incredibile furto di Mr. Girasole (Never a Dull Moment) (1968)
- Hello, Dolly! (1969)
- Settimo potere (The Resurrection of Zachary Wheeler) (1971)
- L'uomo più forte del mondo (The Strongest Man in the World) (1975)

### Televisione
- The Living Christ Series (1951)
- Gang Busters – serie TV, 2 episodi (1952)
- Squadra mobile (Racket Squad) – serie TV, un episodio (1952)
- Rebound – serie TV, un episodio (1952)
- Four Star Playhouse – serie TV, un episodio (1953)
- I Led 3 Lives – serie TV, un episodio (1954)
- The George Burns and Gracie Allen Show – serie TV, un episodio (1954)
- Waterfront – serie TV, 2 episodi (1954)
- Dragnet – serie TV, un episodio (1954)
- Stories of the Century – serie TV, 2 episodi (1954)
- Il cavaliere solitario (The Lone Ranger) – serie TV, un episodio (1954)
- The Whistler – serie TV, episodio 1x09 (1954)
- The Public Defender – serie TV, un episodio (1955)
- The Man Who Tore Down the Wall – film TV (1955)
- The Ford Television Theatre – serie TV, un episodio (1955)
- Le avventure di Rin Tin Tin (The Adventures of Rin Tin Tin) – serie TV, un episodio (1955)
- Edgar Allan Poe at West Point – film TV (1955)
- The Man Behind the Badge – serie TV, 2 episodi (1955)
- Le avventure di Jet Jackson (Captain Midnight) – serie TV, episodi 1x26-2x02 (1955)
- Schlitz Playhouse of Stars – serie TV, un episodio (1955)
- Frida (My Friend Flicka) – serie TV, episodio 1x08 (1955)
- Cavalcade of America – serie TV, 2 episodi (1955-1956)
- Climax! – serie TV, 2 episodi (1954-1956)
- Lux Video Theatre – serie TV, 2 episodi (1954-1956)
- La pattuglia della strada (Highway Patrol) – serie TV, un episodio (1956)
- It's a Great Life – serie TV, 4 episodi (1954-1956)
- Scienza e fantasia (Science Fiction Theatre) – serie TV, episodio 2x14 (1956)
- Annie Oakley – serie TV, un episodio (1956)
- You Are There – serie TV, 7 episodi (1953-1956)
- Playhouse 90 – serie TV, un episodio (1956)
- The Bob Cummings Show – serie TV, un episodio (1956)
- Dr. Hudson's Secret Journal – serie TV, un episodio (1957)
- Official Detective – serie TV, un episodio (1957)
- Avventure in elicottero (Whirlybirds) – serie TV, un episodio (1957)
- Lucy ed io (I Love Lucy) – serie TV, 4 episodi (1954-1957)
- Broken Arrow – serie TV, un episodio (1957)
- Panico (Panic!) – serie TV, episodi 1x03-1x10 (1957)
- Sheriff of Cochise – serie TV, un episodio (1957)
- Men of Annapolis – serie TV, episodi 1x06-1x13-1x26 (1957)
- Maverick – serie TV, 2 episodi (1957)
- Sugarfoot – serie TV, episodio 1x04 (1957)
- Tombstone Territory – serie TV, un episodio (1957)
- Casey Jones – serie TV, un episodio (1957)
- December Bride – serie TV, un episodio (1957)
- The Millionaire – serie TV, un episodio (1958)
- Navy Log – serie TV, episodi 1x06-3x23 (1955-1958)
- The Walter Winchell File – serie TV, un episodio (1958)
- Have Gun - Will Travel – serie TV, un episodio (1958)
- State Trooper – serie TV, un episodio (1958)
- Rescue 8 – serie TV, episodio 1x05 (1958)
- Frontier Doctor – serie TV, un episodio (1958)
- The Red Skelton Show – serie TV, 2 episodi (1953-1959)
- The Third Man – serie TV, un episodio (1959)
- Disneyland – serie TV, un episodio (1959)
- The Rough Riders – serie TV, episodio 1x24 (1959)
- Buckskin – serie TV, un episodio (1959)
- The Restless Gun – serie TV, 3 episodi (1958-1959)
- Il tenente Ballinger (M Squad) – serie TV, episodi 1x01-2x28 (1957-1959)
- Border Patrol – serie TV, un episodio (1959)
- Five Fingers – serie TV, un episodio (1959)
- Ricercato vivo o morto (Wanted: Dead or Alive) – serie TV, episodio 2x06 (1959)
- Gli intoccabili (The Untouchables) – serie TV, un episodio (1959)
- The Rebel – serie TV, un episodio (1959)
- Lock-Up – serie TV, episodio 1x22 (1960)
- Johnny Midnight – serie TV, un episodio (1960)
- Cheyenne – serie TV, un episodio (1960)
- Lo sceriffo indiano (Law of the Plainsman) – serie TV, episodio 1x19 (1960)
- Overland Trail – serie TV, un episodio (1960)
- Gunsmoke – serie TV, 6 episodi (1956-1960)
- General Electric Theater – serie TV, episodio 8x21 (1960)
- Bourbon Street Beat – serie TV, un episodio (1960)
- Startime – serie TV, un episodio (1960)
- Colt .45 – serie TV, un episodio (1960)
- L'uomo e la sfida (The Man and the Challenge) – serie TV, episodio 1x30 (1960)
- Indirizzo permanente (77 Sunset Strip) – serie TV, episodio 2x33 (1960)
- Men Into Space – serie TV, 3 episodi (1959-1960)
- Wrangler – serie TV, un episodio (1960)
- Perry Mason – serie TV, 2 episodi (1957-1960)
- Avventure lungo il fiume (Riverboat) – serie TV, episodi 1x02-2x05 (1959-1960)
- Peter Gunn – serie TV, episodi 1x03-3x07 (1958-1960)
- Shotgun Slade – serie TV, 2 episodi (1960)
- La valle dell'oro (Klondike) – serie TV, episodio 1x07 (1960)
- I racconti del West (Zane Grey Theater) – serie TV, 3 episodi (1956-1960)
- The Deputy – serie TV, un episodio (1960)
- Le leggendarie imprese di Wyatt Earp (The Life and Legend of Wyatt Earp) – serie TV, 8 episodi (1956-1961)
- The Case of the Dangerous Robin – serie TV, un episodio (1961)
- The Jack Benny Program – serie TV, 2 episodi (1953-1961)
- Avventure in fondo al mare (Sea Hunt) – serie TV, 4 episodi (1958-1961)
- Ispettore Dante (Dante) – serie TV, episodio 1x25 (1961)
- Gunslinger – serie TV, episodio 1x08 (1961)
- Bat Masterson – serie TV, 3 episodi (1958-1961)
- Alfred Hitchcock presenta (Alfred Hitchcock Presents) – serie TV, 6 episodi (1955-1961)
- Carovana (Stagecoach West) – serie TV, episodio 1x32 (1961)
- The Lawless Years – serie TV, un episodio (1961)
- Whispering Smith – serie TV, episodio 1x21 (1961)
- Everglades – serie TV, episodio 1x08 (1961)
- Tales of Wells Fargo – serie TV, 2 episodi (1959-1962)
- Il dottor Kildare (Dr. Kildare) – serie TV, un episodio (1962)
- Il magnifico King (National Velvet) – serie TV, episodio 2x26 (1962)
- I detectives (The Detectives) – serie TV, episodio 3x27 (1962)
- Scacco matto (Checkmate) – serie TV, 3 episodi (1960-1962)
- Saints and Sinners – serie TV, un episodio (1962)
- Ensign O'Toole – serie TV, episodio 1x12 (1962)
- Ripcord – serie TV, episodio 2x26 (1963)
- Mr. Smith Goes to Washington – serie TV, 2 episodi (1962-1963)
- Dennis the Menace – serie TV, 3 episodi (1960-1963)
- Hazel – serie TV, un episodio (1963)
- Sotto accusa (Arrest and Trial) – serie TV, episodio 1x09 (1963)
- Carovane verso il west (Wagon Train) – serie TV, 6 episodi (1958-1963)
- Redigo – serie TV, un episodio (1963)
- L'ora di Hitchcock (The Alfred Hitchcock Hour) – serie TV, 2 episodi (1962-1964)
- Organizzazione U.N.C.L.E. (The Man from U.N.C.L.E.) – serie TV, un episodio (1964)
- Il ragazzo di Hong Kong (Kentucky Jones) – serie TV, episodio 1x06 (1964)
- Ben Casey – serie TV, 2 episodi (1962-1964)
- My Living Doll – serie TV, episodio 1x13 (1964)
- Gli uomini della prateria (Rawhide) – serie TV, 2 episodi (1961-1965)
- The Joey Bishop Show – serie TV, 2 episodi (1962-1965)
- The Tycoon – serie TV, un episodio (1965)
- Un equipaggio tutto matto (McHale's Navy) – serie TV, 2 episodi (1963-1965)
- The Smothers Brothers Show – serie TV, un episodio (1965)
- Il virginiano (The Virginian) – serie TV, 4 episodi (1963-1966)
- I sentieri del west (The Road West) – serie TV, episodio 1x20 (1967)
- Il Calabrone Verde (The Green Hornet) – serie TV, un episodio (1967)
- Io e i miei tre figli (My Three Sons) – serie TV, episodio 8x09 (1967)
- Viaggio in fondo al mare (Voyage to the Bottom of the Sea) – serie TV, 3 episodi (1964-1968)
- Lassie – serie TV, 3 episodi (1959-1968)
- Death Valley Days – serie TV, 4 episodi (1961-1969)
- Selvaggio west (The Wild Wild West) – serie TV, 3 episodi (1965-1969)
- Bonanza – serie TV, 3 episodi (1962-1969)
- F.B.I. (The F.B.I.) – serie TV, 2 episodi (1965-1969)
- Reporter alla ribalta (The Name of the Game) – serie TV, un episodio (1970)
- Ironside – serie TV, 2 episodi (1967-1970)
- Daniel Boone – serie TV, un episodio (1970)
- Ai confini dell'Arizona (The High Chaparral) – serie TV, 2 episodi (1969-1970)
- Mayberry R.F.D. – serie TV, un episodio (1971)
- Sidekicks – film TV (1974)
- Ellery Queen - serie TV, episodio 1x05 (1975)
- Arcibaldo (All in the Family) – serie TV, un episodio (1977)
- La famiglia Bradford (Eight Is Enough) – serie TV, un episodio (1981)
- Autostop per il cielo (Highway to Heaven) – serie TV, 2 episodi (1985-1986)